# Ratnagiri (huyện)
Huyện Ratnagiri là một huyện thuộc bang Maharashtra, Ấn Độ. Thủ phủ huyện Ratnagiri đóng ở Ratnagiri. Huyện Ratnagiri có diện tích 8208 ki lô mét vuông. Đến thời điểm năm 2001, huyện Ratnagiri có dân số 1696482 người.